# Zatoka Sarońska
Zatoka Sarońska (gr. Σαρωνικός κόλπος, Sarōnikós kólpos) – zatoka Morza Mirtejskiego (część Morza Egejskiego), położona przy wschodnim brzegu Przesmyku Korynckiego. W obrębie zatoki położone są następujące wyspy: Egina, Salamina, Poros. W tej zatoce rozegrała się jedna z największych bitew morskich znana jako bitwa pod Salaminą.